# Gers
Der Gers ist ein Fluss im südwestlichen Frankreich. Er entspringt am Plateau von Lannemezan, im Département Hautes-Pyrénées und entwässert allgemein in nördlicher Richtung. Nach rund 175 Kilometer mündet er bei Layrac, südöstlich von Agen, als linker Nebenfluss in die Garonne. Da er in Trockenperioden wenig Wasser führt, wird er – wie die meisten Flüsse am Plateau von Lannemezan – vom Canal de la Neste künstlich bewässert.
Das Département Gers wurde nach diesem Fluss benannt.

## Durchquerte Départements
in der Region Okzitanien:
- Hautes-Pyrénées
- Gers

in der Region Nouvelle-Aquitaine:
- Lot-et-Garonne

## Orte am Fluss
- Monléon-Magnoac
- Masseube
- Auch
- Fleurance
- Lectoure
- Astaffort
- Layrac